# Les Fils de la Liberté (court métrage, 1939)
Pour les articles homonymes, voir Les Fils de la liberté.
Pour plus de détails, voir Fiche technique et Distribution.
Les Fils de la Liberté (Sons of Liberty) est un court métrage américain réalisé par Michael Curtiz en 1939, pour la Warner Bros. Pictures.

## Synopsis
Pendant la Révolution américaine, on voit l'histoire de Haym Salomon, un des acteurs de la Guerre d'indépendance des États-Unis, depuis son accueil en 1776, à New York, par l'organisation secrète Les Fils de la Liberté, jusqu'à sa mort en 1785.

## Fiche technique
- Titre : Les Fils de la Liberté
- Titre original : Sons of Liberty
- Scénario original : Crane Wilbur
- Photographie : Sol Polito et Ray Rennahan
- Montage : Thomas Pratt
- Directeur artistique : Hugh Reticker
- Directeur musical : Leo F. Forbstein
- Musique : Howard Jackson (non crédité)
- Costumes : Milo Anderson
- Producteur : Gordon Hollingshead
- Société de production et de distribution : Warner Bros. Pictures
- Pays : américain
- Langue : anglais
- Format : Couleurs (en Technicolor) - Son : Mono
- Genre : Film historique
- Durée : 20 min
- Date de sortie : 
  - États-Unis : 20 mai 1939

## Distribution
- Claude Rains : Haym Salomon
- Gale Sondergaard : Rachel Salomon
- Donald Crisp : Alexander McDougall
- Montagu Love : George Washington
- Henry O'Neill : Un membre du Congrès
- James Stephenson : Le colonel Tillman

Et, parmi les acteurs non crédités :
- Leonard Mudie : L'officier britannique accusateur
- Sarah Padden : La veuve au temple
- Vladimir Sokoloff : Jacob